# 長谷川清 (撮影監督)
長谷川 清（はせがわ きよし、1931年4月6日 - ）は、日本の映画撮影監督。千葉県出身。

## 概歴
1951年に東宝に入社。市川崑監督作品で知られ、特に石坂浩二の金田一耕助シリーズは1970年代製作の全作を担当した。

## 主な作品

### 撮影助手作品
- 1953年 - 花の中の娘たち

### 撮影監督作品
- 1967年 - 社長千一夜
- 1967年 - 落語野郎 大泥棒
- 1967年 - 続・社長千一夜
- 1967年 - てなもんや幽霊道中
- 1968年 - 社長繁盛記
- 1968年 - 続・社長繁盛記
- 1968年 - ザ・タイガース 世界はボクらを待っている
- 1968年 - 狙撃
- 1969年 - 水戸黄門漫遊記
- 1970年 - 社長学ABC
- 1970年 - 続・社長学ABC
- 1970年 - 日本と日本人
- 1970年 - 日本一のヤクザ男
- 1970年 - 奇妙な仲間 おいろけ道中
- 1971年 - 愛ふたたび
- 1972年 - ユートピア
- 1972年 - 地球攻撃命令 ゴジラ対ガイガン[1]
- 1976年 - 妻と女の間
- 1976年 - 犬神家の一族
- 1977年 - 悪魔の手毬唄
- 1977年 - 獄門島
- 1978年 - 女王蜂
- 1978年 - 火の鳥
- 1979年 - 病院坂の首縊りの家
- 1980年 - 古都
- 1980年 - 戦国自衛隊（B班）
- 1981年 - 魔界転生
- 1981年 - 幸福
- 1983年 - 細雪

### テレビ作品
- 1966年 - ウルトラQ（円谷プロダクション、TBS）
- 1966年 - 遊撃戦（東宝、日本テレビ）
- 1973年 - 流星人間ゾーン（東宝映像、日本テレビ）
- 1974年 - 日本沈没（東宝映像、TBS）
- 1980年 - 大激闘マッドポリス'80（東映、日本テレビ）